# Guglielmo II di Germania
Guglielmo II di Germania e Prussia (in tedesco Friedrich Wilhelm Viktor Albrecht von Hohenzollern; Berlino, 27 gennaio 1859 – Doorn, 4 giugno 1941) è stato il terzo e ultimo imperatore tedesco (in tedesco: Deutscher Kaiser) e il nono e ultimo re di Prussia (in tedesco: König von Preußen). Guglielmo II rimase sul trono con entrambi i titoli dal 1888 al 1918.
Il suo regno fu contraddistinto dal riarmo, soprattutto navale, e da una politica estera che portò la Germania ad allontanarsi sempre di più, oltre che dalla Francia, anche dal Regno Unito e dalla Russia. Guglielmo II abbandonò il sistema bismarckiano e attuò una politica estera contraddittoria, accompagnata da iniziative personali che lo misero in contrasto soprattutto con il cancelliere Bernhard von Bülow.
Autocrate conservatore, era un convinto sostenitore del militarismo e della tradizione monarchica prussiana. Si considerò sovrano assoluto per diritto divino fino alla morte. Per l'appoggio dato all'Austria nella sua politica nei Balcani e per l'assenso dato all'apertura delle ostilità della Germania contro la Russia nel 1914, è considerato fra i principali responsabili dello scoppio della prima guerra mondiale. Dopo la sconfitta, fu costretto ad abdicare e vivere in esilio nei Paesi Bassi fino alla sua morte.
Guglielmo II di Germania e il re d'Inghilterra Giorgio V erano cugini in quanto la madre di Guglielmo II, Vittoria di Sassonia-Coburgo-Gotha era sorella del padre di Giorgio V, Edoardo VII. Erano quindi tra loro cugini primi e nipoti abiatici della regina Vittoria.

## Biografia

### La famiglia e la gioventù

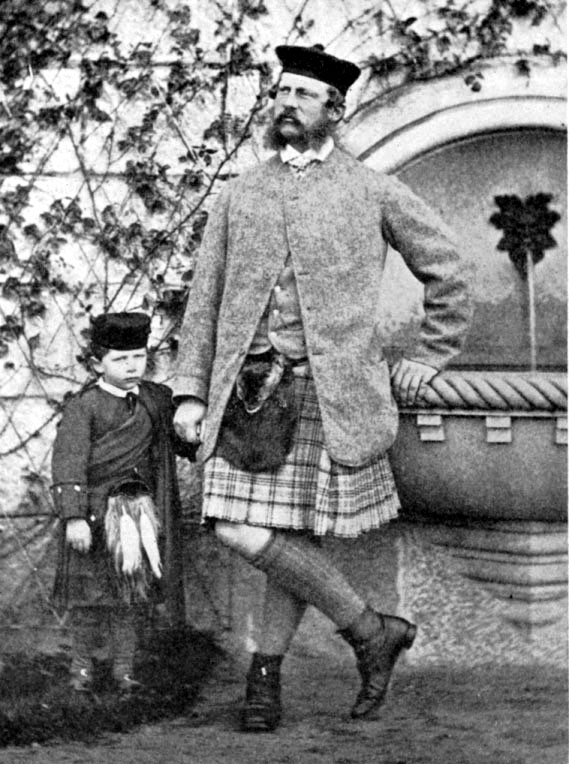
Guglielmo con il padre Federico di Prussia, entrambi in tenuta scozzese

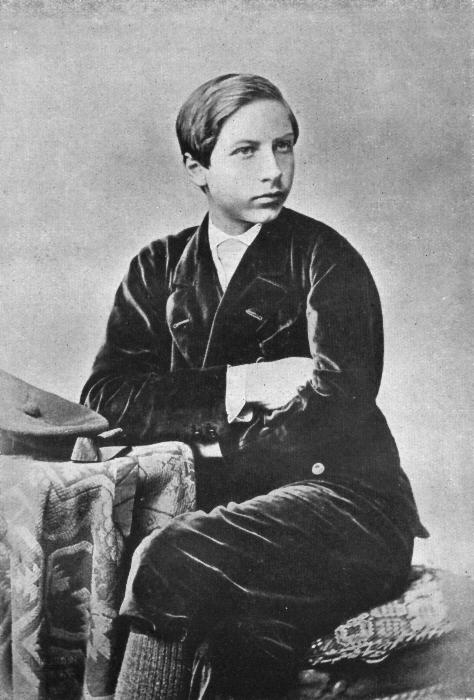
Guglielmo scolaro nel 1874, a quindici anni

Guglielmo nacque nel Palazzo del Principe della Corona di Berlino il 27 gennaio 1859 dal principe Federico di Prussia (futuro imperatore Federico III) e da sua moglie, Vittoria di Sassonia-Coburgo-Gotha, principessa reale del Regno Unito. La madre di Guglielmo, Vittoria, era la zia di Alice d'Assia (futura moglie di Nicola II di Russia), e sorella del futuro re Edoardo VII del Regno Unito nonché figlia della regina Vittoria del Regno Unito che quindi era la nonna materna di Guglielmo.
Al momento della sua nascita, il suo prozio Federico Guglielmo IV era re di Prussia, e suo nonno Guglielmo ne era il reggente. Dal 1861 Guglielmo si ritrovò secondo in linea di successione al trono di Prussia dopo l'ascesa di suo nonno al trono, e nel 1871 alla creazione dell'Impero tedesco divenne anche erede del trono imperiale.
Quando Guglielmo venne alla luce il parto traumatico di sua madre lo danneggiò fisicamente, portandolo ad avere il braccio sinistro atrofizzato a causa di una paralisi. Nonostante molti esercizi e cure dolorose, l'arto non guarì mai.
Una certa influenza sul giovane principe fu esercitata dal 1866 dal precettore Georg Ernst Hinzpeter (1827-1907). Questi riteneva che l'imposizione fosse il miglior modo per insegnare la tolleranza e la compassione. Ancora minorenne, come futuro imperatore di Germania, Guglielmo ottenne onorificenze russe, austriache e italiane (il 24 settembre 1873 fu insignito dell'Ordine dell'Annunziata) e appena maggiorenne, nel 1877, ottenne l'Ordine della Giarrettiera britannico.
Di formazione calvinista, il giovane Guglielmo imparò il francese e l'inglese ed ebbe anche un'infarinatura di italiano e russo. Frequentò, insieme con il fratello Enrico, il Friedrichsgymnasium (Liceo Federico) a Kassel e dal 1877 frequentò per quattro sessioni l'Università di Bonn. Nel 1878 andò a Parigi (città nella quale non tornò più) e visitò più volte la Gran Bretagna (nel 1877 e nel 1878). Negli ultimi tempi del suo soggiorno a Bonn, i sintomi di insofferenza di Guglielmo per l'autorità cominciarono a destare preoccupazione; né la madre, donna decisa e autoritaria, riuscì a influenzarne il carattere.
Nel febbraio 1880, Guglielmo si fidanzò con Augusta Vittoria di Schleswig-Holstein-Sonderburg-Augustenburg, familiarmente chiamata Dona. I due si sposarono un anno dopo, il 27 febbraio 1881. La consorte si rivelò poi un'àncora di stabilità nell'irrequieta vita dell'imperatore.
Nel 1884 Guglielmo fu inviato in visita in Russia, in rappresentanza del nonno imperatore Guglielmo I, ai festeggiamenti per il compimento della maggiore età del principe ereditario Nicola, con il quale strinse una duratura amicizia.

### L'ascesa e lo scontro con Bismarck (1888-1890)

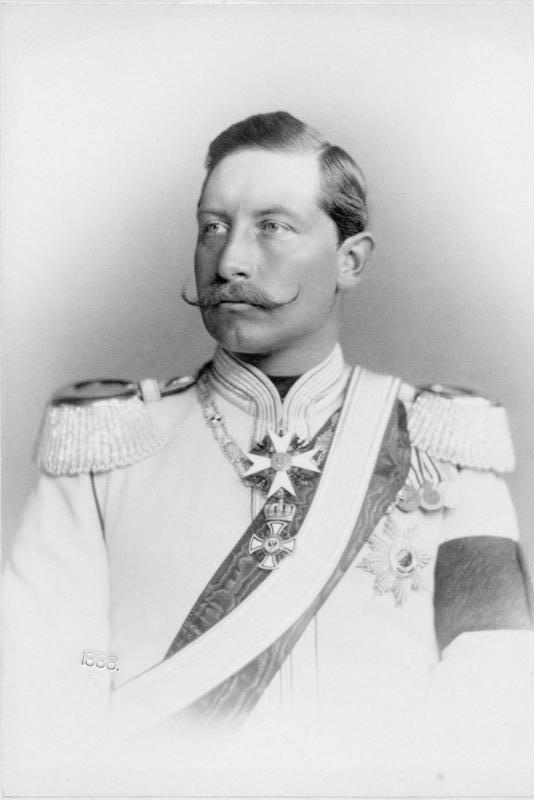
Guglielmo nell'anno in cui salì al trono di imperatore di Germania (1888)

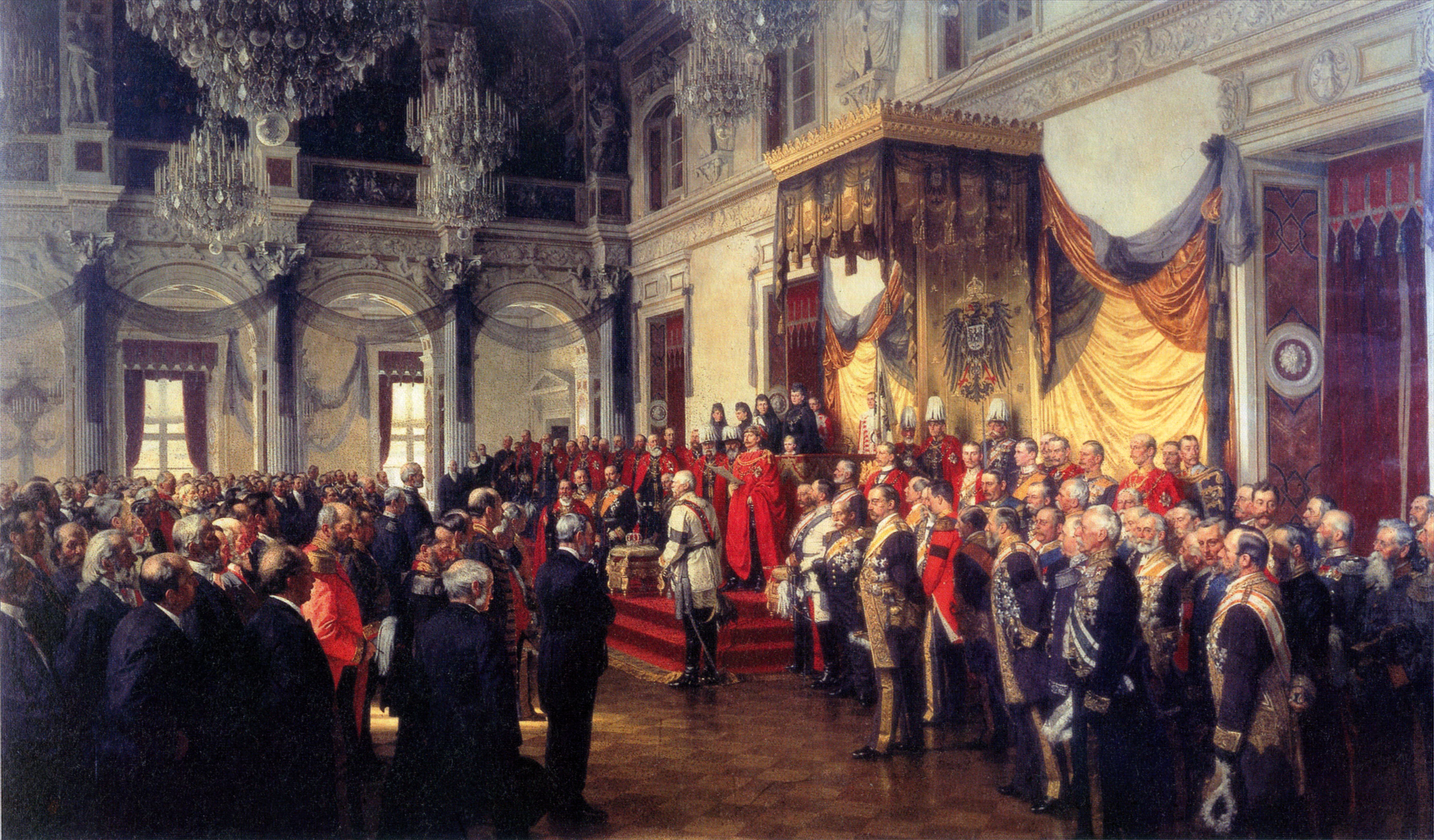
Guglielmo II (al centro in tenuta rossa) apre i lavori del Reichstag nella Sala Bianca del Castello di Berlino il 25 giugno 1888. Bismarck è più in basso a sinistra, in divisa bianca.

Il 9 marzo 1888, all'età di 91 anni, moriva l'Imperatore di Germania Guglielmo I. Il figlio, il principe ereditario e padre di Guglielmo, salì al trono assumendo il nome di Federico III. Questi a sua volta, dopo soltanto tre mesi di regno, il 15 giugno 1888 morì a seguito di un cancro alla laringe e Guglielmo, all'età di 29 anni, divenne il nuovo Imperatore di Germania.
Non erano trascorsi neanche due mesi dall'ascesa al trono che Guglielmo II si recò in visita di Stato in Russia, la prima di una lunga serie. Tre mesi dopo ottenne un appannaggio annuale di 6 milioni di marchi e al viaggio a San Pietroburgo ne seguirono altri a Stoccolma, Copenaghen, Vienna e Roma. Queste ultime due erano le capitali delle altre due nazioni: Austria e Italia, che assieme alla Germania dal 1882 costituivano la Triplice alleanza. Venne commissionato un nuovo treno imperiale con dodici carrozze e un nuovo panfilo.
Ben presto, però, il carattere di Guglielmo e le sue idee si dovettero scontrare con quelle del Cancelliere allora in carica, Otto von Bismarck.
Profondamente scosso dagli scioperi di minatori della primavera del 1889, Guglielmo enunciò al Consiglio prussiano un programma che, attraverso la scuola, avrebbe dovuto difendere i giovani dal socialismo. Soprattutto la lezione di storia doveva servire allo scopo: gli insegnanti avevano il compito di illustrare la pericolosità delle teorie socialdemocratiche.
Nonostante ciò il Kaiser si trovò in forte contrasto con il suo cancelliere, Bismarck, che auspicava una linea dura nei confronti del movimento operaio. Guglielmo credeva, invece, nella necessità di una conciliazione nazionale.
Nel corso della controversia si tennero le elezioni al Parlamento tedesco, che determinarono la vittoria dei socialisti democratici. Vistosi in minoranza, Bismarck sollevò una questione costituzionale. Secondo un vecchio decreto prussiano del 1852 i ministri erano tenuti a consultare il capo del governo prima di consultare il re; cosa che avrebbe impedito al Kaiser di avere rapporti diretti con i ministri. Guglielmo II ordinò allora che venisse emesso un nuovo decreto per revocare quello del 1852 e il 18 marzo 1890 Bismarck, piuttosto che eseguire l'ordine, diede le dimissioni. Da questo evento si fa tradizionalmente iniziare l'era del guglielminismo.

### I cancellierati Caprivi e Hohenlohe (1890-1900)

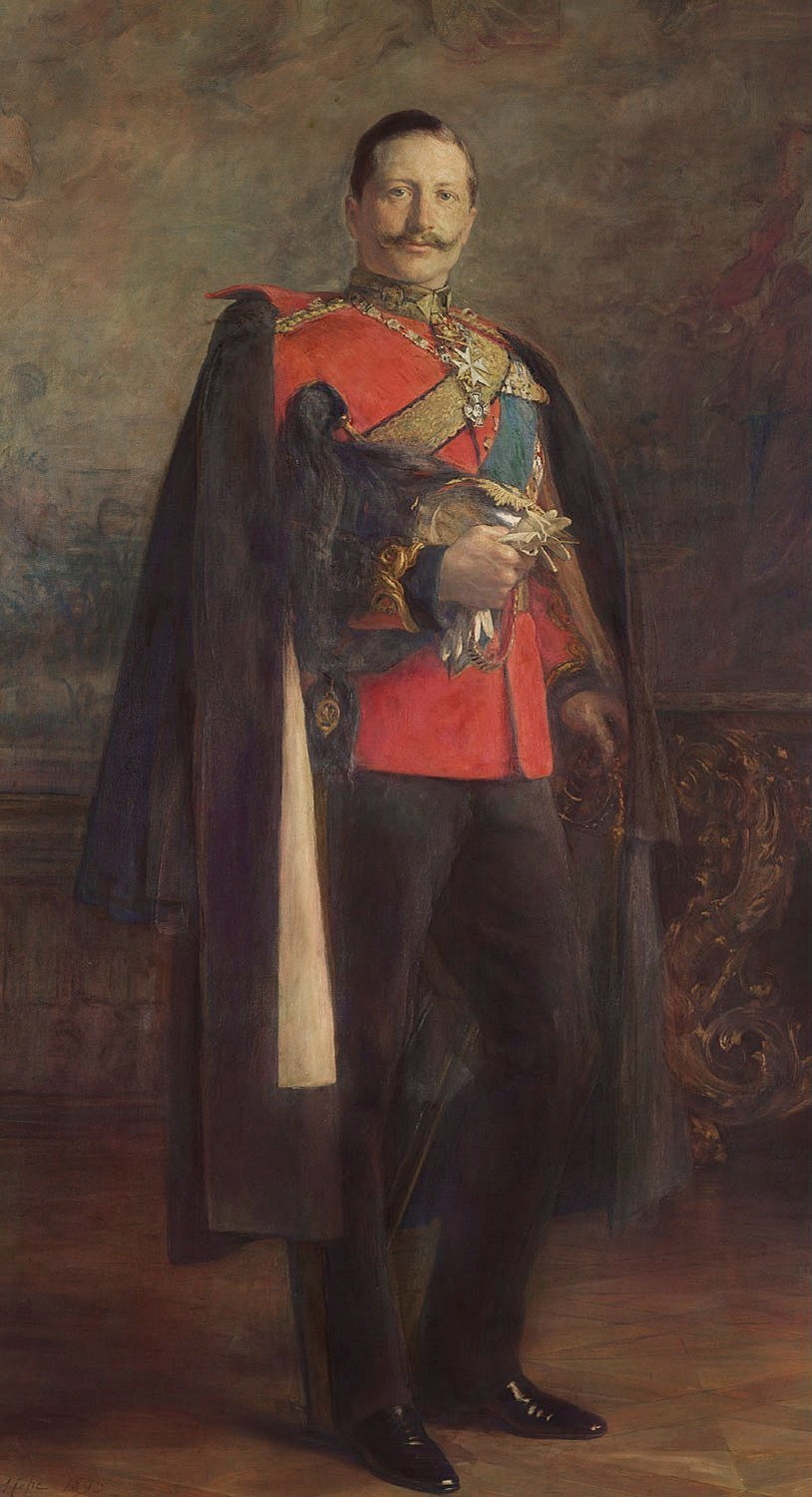
Guglielmo II

Guglielmo II incaricò alla successione Leo von Caprivi, un onesto militare che non si voleva inoltrare nei labirinti della politica bismarckiana. Entrambi agirono, infatti, demolendo uno dei capisaldi di Bismarck: il trattato di controassicurazione con la Russia, evento che portò a un avvicinamento di quest'ultima alla Francia. Guglielmo in questa decisione si lasciò influenzare dai suoi consiglieri, che ritenevano il trattato incompatibile con le altre intese sottoscritte dalla Germania e, probabilmente, anche dai militari che diffidavano della Russia.
Ben presto, tuttavia, Guglielmo trovò Caprivi incompatibile con i suoi "più vasti disegni", specie dopo che il Cancelliere si era creato nemici in diversi ambienti.
Il risultato fu che nel 1894 Caprivi fu spinto alle dimissioni dall'"eminenza grigia" del governo, Friedrich August von Holstein, il quale aveva intenzione di educare Guglielmo attraverso il moderato Chlodwig zu Hohenlohe-Schillingsfürst suo candidato alla Cancelleria. Fu infatti quest'ultimo a essere scelto dal Kaiser quale successore di Caprivi.

#### Il telegramma a Kruger
Il 3 gennaio 1896 si verificò il primo di diversi episodi che, protagonista Guglielmo II, avrebbero provocato un peggioramento dei rapporti fra Germania e Gran Bretagna.
In quei giorni la Repubblica boera del Transvaal, dove ingenti risorse umane ed economiche tedesche erano state investite nelle miniere d'oro, aveva respinto un attacco dal Sudafrica. L'aggressione era stata ispirata da Londra per provocare una sollevazione e riportare all'Impero britannico la repubblica boera. La stampa nazionalista tedesca protestò contro la Gran Bretagna che da potenziale alleato divenne rivale.
Guglielmo assicurò allo zar Nicola II: «Qualunque cosa succeda, non permetterò mai agli inglesi di mettere le mani sul Transvaal». Con tre ammiragli e Hohenlohe, il Kaiser, il 3 gennaio, dopo una riunione in cui furono prospettati vari scenari, decise che la cosa più giusta da fare fosse mandare un telegramma di solidarietà al presidente del Transvaal Paul Kruger.
Gli inglesi protestarono per l'atto che considerarono l'interferenza di un monarca da cui, come nipote della loro regina, si aspettavano invece solidarietà'. In seguito Guglielmo nelle sue memorie sostenne di essere stato forzato da Hohenlohe a inviare il messaggio. Fatto sta che dopo l'episodio, che alimentò cocenti polemiche anche fra i giornali e l'opinione pubblica dei due Paesi, Guglielmo parlò di vasti stanziamenti per la flotta militare, rendendo lo scenario diplomatico tra i due imperi ancora più cupo.

#### La Cina

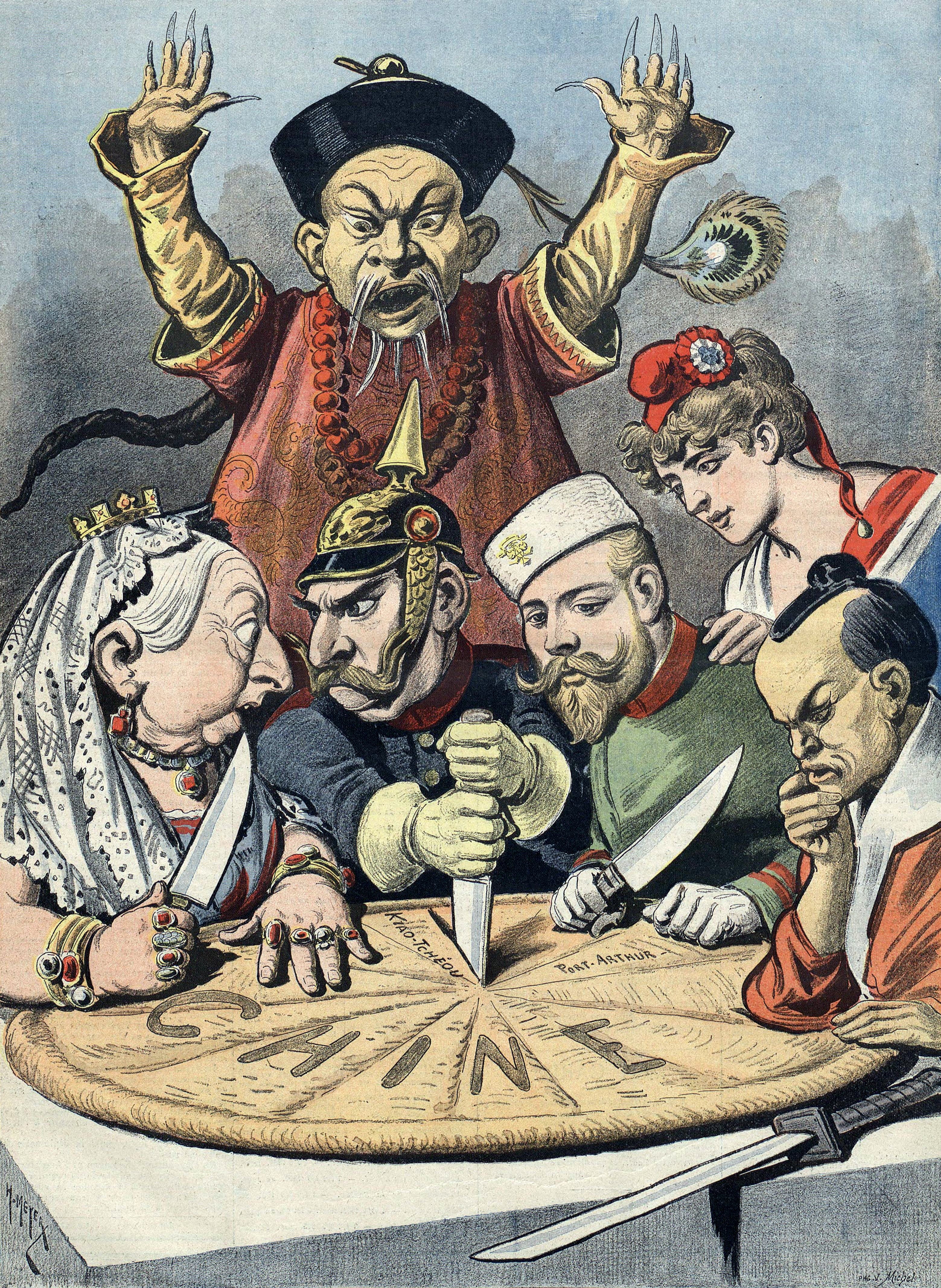
In una vignetta francese del 1898, la regina Vittoria, suo nipote Guglielmo II, lo zar Nicola II assistito dall'alleata Marianna e l'Imperatore del Giappone Meiji si dividono la torta della Cina

Nell'agosto 1897 Guglielmo, mirando ora a una politica mondiale, dimostrò l'utilità che avrebbe avuto una grande flotta. A San Pietroburgo convinse, infatti, Nicola II a confermare che la Russia non si sarebbe opposta all'eventuale occupazione tedesca del porto cinese di Kiautschou; e due mesi dopo, cogliendo l'occasione dell'uccisione di due missionari tedeschi, fece occupare la base cinese, ignorando le obiezioni dei suoi consiglieri che temevano un conflitto.
In risposta, la Russia occupò Port Arthur (Lüshunkou) e il Kaiser in una lettera a San Pietroburgo scrisse: «Russia e Germania all'ingresso del Mar Giallo possono essere considerate come San Giorgio e San Michele che proteggono la Sacra Croce nell'Estremo Oriente e custodiscono le porte del continente asiatico». Quando, tuttavia, la Gran Bretagna occupò a sua volta Weihai, nello Shandong, le reazioni di Guglielmo II furono meno entusiastiche.
La Cina, tuttavia, alla fine del 1899 si oppose alla presenza degli occidentali sul proprio territorio e sfruttò la ribellione dei Boxer per tentare di allontanare le potenze straniere. Durante la crisi fu ucciso un diplomatico tedesco e Guglielmo II il 27 giugno 1900 pronunciò il famoso discorso degli Unni, con il quale, paragonando i suoi soldati agli Unni di Attila, salutò il contingente in partenza per la Cina. Il discorso fu ovviamente oggetto di critiche da parte della stampa internazionale, soprattutto di quella britannica.

#### Il viaggio in Palestina
L'attivismo del Kaiser non risparmiò il Mediterraneo. Accompagnato dalla consorte, dal ministro degli Esteri Bernhard von Bülow e dall'amico Philipp zu Eulenburg, all'epoca ambasciatore a Vienna, Guglielmo partì nel 1898 per la Palestina, territorio dell'Impero ottomano. Il viaggio conseguì il duplice effetto di aumentare l'interesse dell'Imperatore per la Turchia e nello stesso tempo di incoraggiare l'inquietudine dei francesi, dei russi e in particolare degli inglesi, che si vedevano minacciati nelle loro linee di navigazione marittime principali. Né i timori si placarono quando, due mesi dopo, i turchi concessero ai tedeschi la costruzione di un porto e di una linea ferroviaria sulla costa orientale del Bosforo.

### Il cancellierato Bülow (1900-1909)

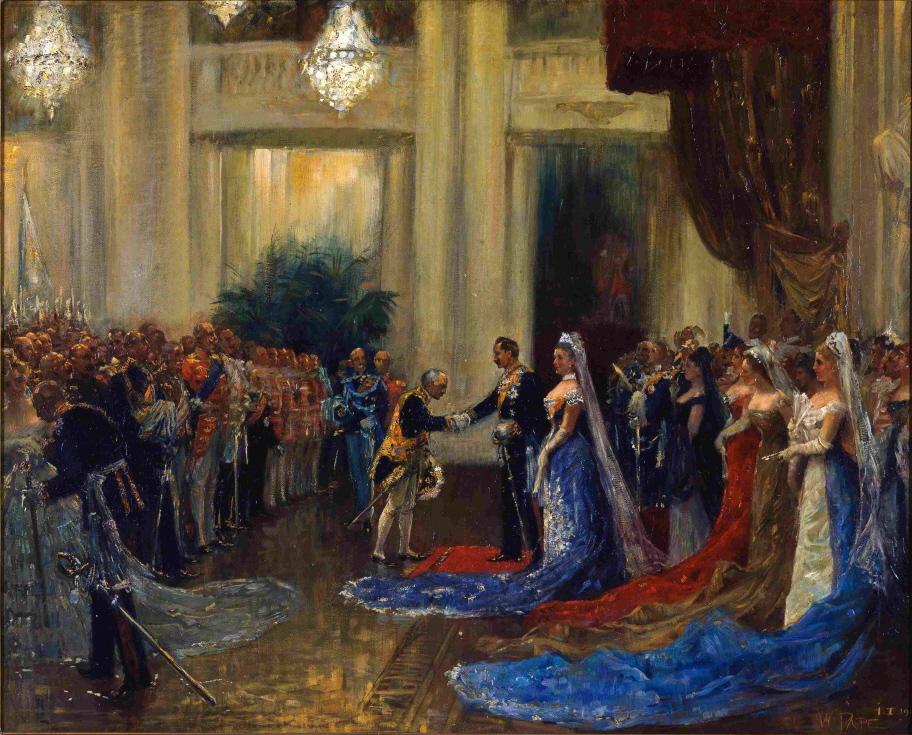
Il ricevimento di Guglielmo II del Capodanno 1901 alla Knobelsdorff-Oper

La politica mondiale della Germania, con il nuovo cancelliere Bernhard von Bülow e con l'ammiraglio Alfred von Tirpitz, fu contraddistinta da un forte riarmo navale. Costoro, assieme a Guglielmo, cercarono di inculcare sogni di potenza marittima nel popolo tedesco e riuscirono a far passare al Reichstag ben tre leggi di costruzione navale, due delle quali, quella del 1900 e quella del 1908, durante il cancellierato di Bülow.

#### La Crisi di Tangeri
Il riarmo della flotta tedesca portò inevitabilmente a un allarme della Gran Bretagna, potenza navale per antonomasia, e a un peggioramento dei rapporti (già provati dal telegramma Kruger) tra le due nazioni. Conseguentemente ci fu un avvicinamento fra la Gran Bretagna e la Francia, nemica storica della Germania, che portò alla firma dell'Entente cordiale, stipulata l'8 aprile 1904. L'accordo stabilì tra l'altro che il Marocco sarebbe entrato nella sfera d'influenza francese.
La Germania volle ostacolare l'intesa e Guglielmo, anche se molto timoroso, il 30 marzo 1905, alle prime avvisaglie di un accentuarsi della pressione francese sul Marocco, sbarcò dimostrativamente a Tangeri. Durante la visita comunicò il suo interesse affinché il Marocco rimanesse indipendente dalle nazioni europee.
Gran Bretagna e Francia reagirono negativamente e la tensione salì fino al punto in cui il governo francese, nel timore di una guerra, fu costretto a far dimettere il ministro degli Esteri Delcassé, acerrimo nemico della Germania. Il governo di Parigi accolse, inoltre, la proposta tedesca di una conferenza internazionale sul Marocco. Fu una vittoria diplomatica della Germania e lo stesso giorno delle dimissioni di Delcassé, Guglielmo II conferì al conte Bülow, che aveva gestito la crisi, il titolo di Principe. Il Kaiser sperò a questo punto di aver impedito alla Francia l'acquisizione di una nuova grande colonia. Tuttavia, la conferenza che si tenne ad Algeciras (in Spagna) nel 1906, trovò la Germania isolata sulle sue posizioni intransigenti.
La tensione internazionale salì al punto che Guglielmo II, in un colloquio con Bülow nei giardini della Cancelleria, ai primi di aprile, espresse la convinzione che se la Germania non avesse fatto qualche concessione, si sarebbe giunti alla guerra, le cui probabilità di successo (con Francia e Russia alleate e la Gran Bretagna contro) erano molto scarse. Pregò quindi il Cancelliere di preservarlo da un conflitto che la Germania non desiderava. Ad Algeciras la posizione tedesca si ammorbidì e prevalsero le ragioni della Francia che iniziò il processo di colonizzazione del Marocco, portato poi a termine sei anni dopo.

#### L'incontro di Björkö

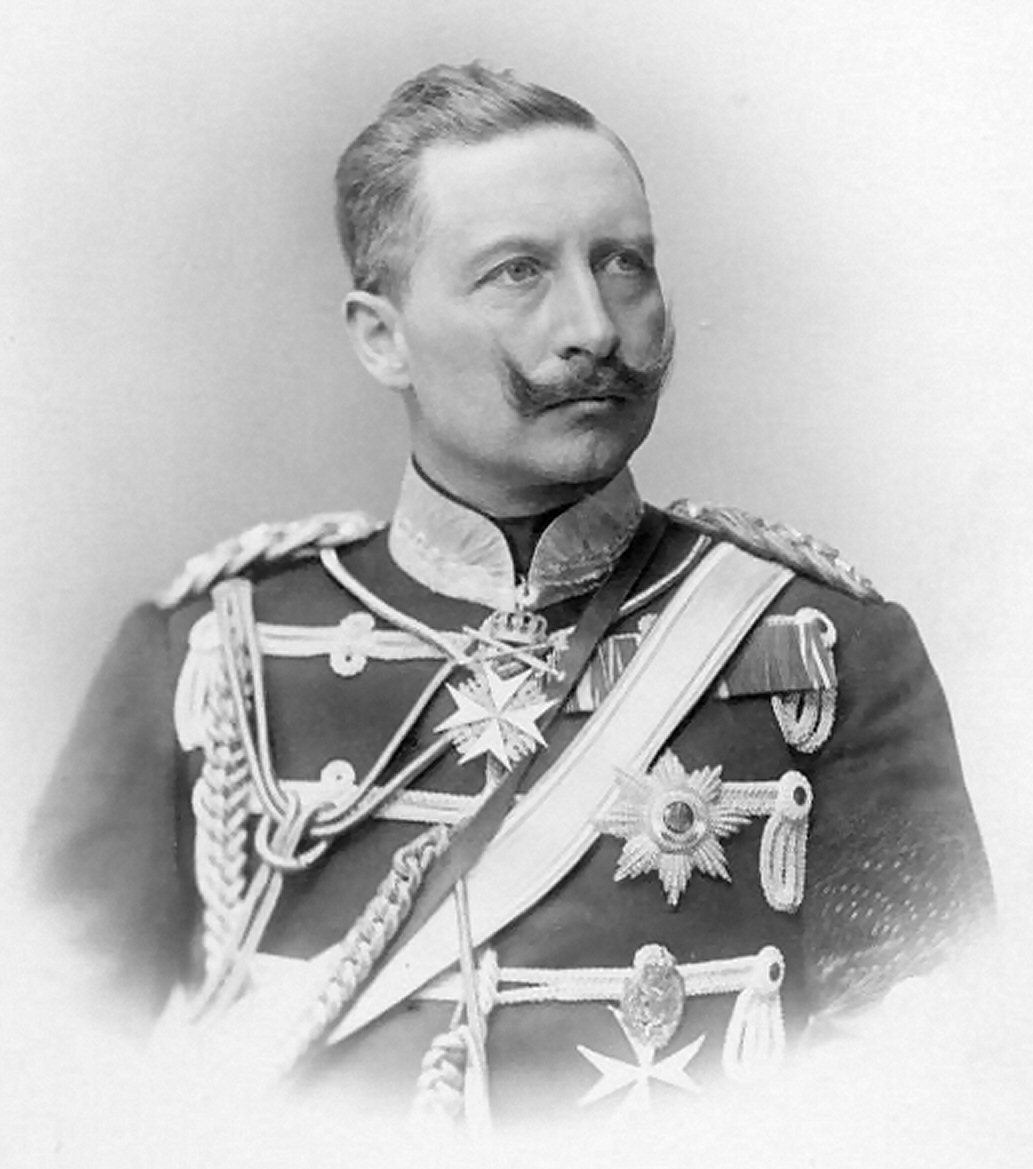
Guglielmo II nel 1905

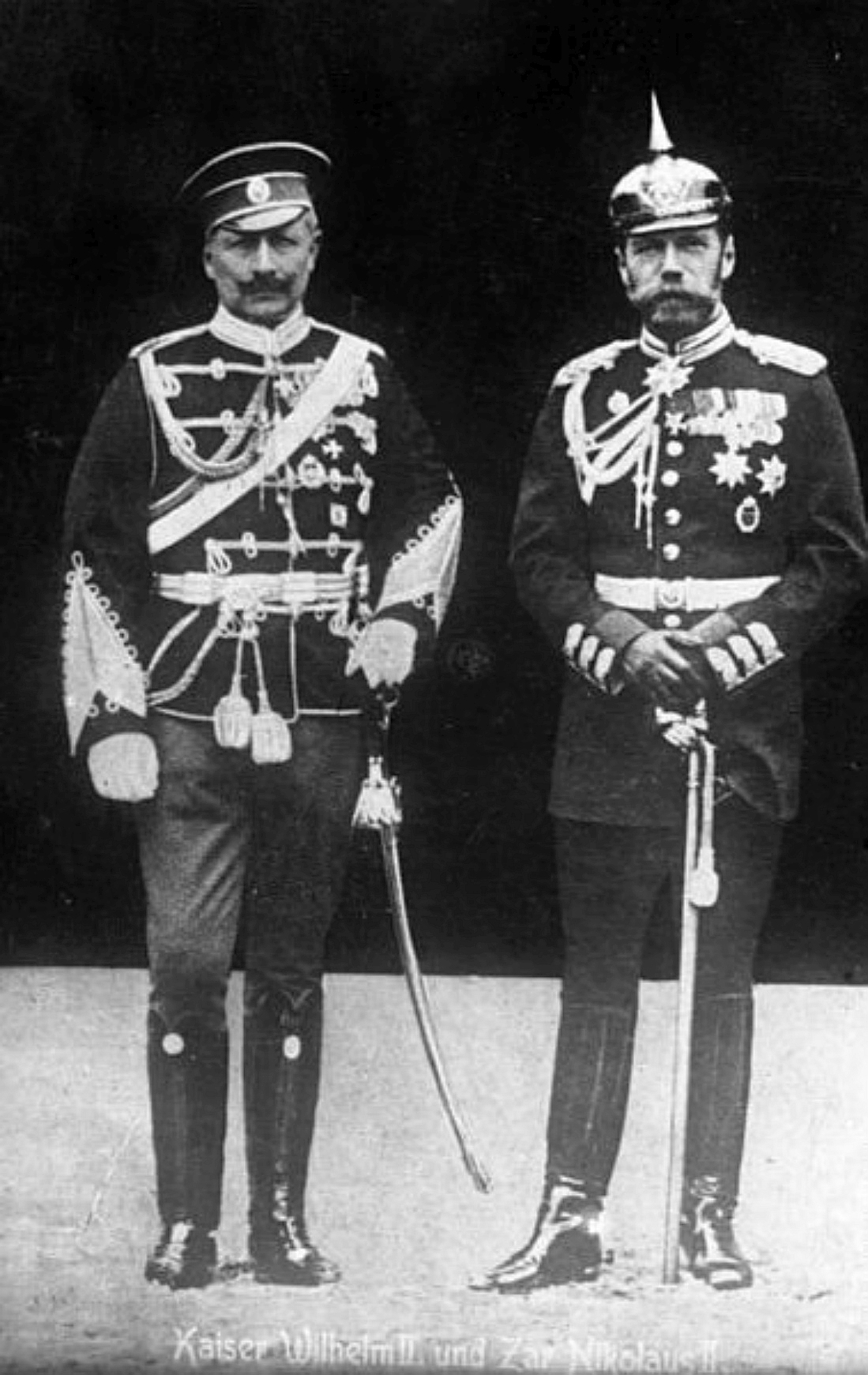
Guglielmo II (in uniforme russa) e Nicola II (in uniforme tedesca) a Björkö nel 1905

In questo contesto, il più importante tentativo che fece Guglielmo II per fermare l'accerchiamento che si stava formando attorno alla Germania fu fatto in una località russa del golfo di Finlandia, a Björkö. Lì Guglielmo si incontrò con Nicola II di Russia, il 24 luglio 1905. Il Kaiser, senza accordarsi sui particolari con Bülow, firmò con lo Zar un accordo in base al quale ognuno dei due Paesi si impegnava ad aiutare l'altro nel caso fosse stato attaccato da una terza potenza, ma solo in Europa.
Quest'ultima clausola dell'accordo, che doveva essere ratificato dai rispettivi governi, fece trasecolare Bülow. In caso di una guerra anglo-tedesca, infatti, la Germania, con una flotta insufficiente a proteggere le sue colonie e le sue coste si sarebbe trovata esposta alle azioni della ben più potente flotta inglese. Nello stesso tempo la Russia non avrebbe potuto (con una piccola flotta e con un esercito inservibile contro l'Inghilterra) difendere la Germania. Inoltre, grazie a quella clausola che limitava il teatro dell'alleanza all'Europa, la Russia avrebbe potuto rifiutarsi di attaccare l'Impero britannico in Asia, e infine, sosteneva Bülow, l'accordo avrebbe peggiorato i rapporti fra Germania e Gran Bretagna, istigando quest'ultimo a pericolose contromisure.
Guglielmo II insistette per far ratificare l'accordo a cui teneva moltissimo, ma Bülow minacciò di dare le dimissioni. Guglielmo scrisse allora al Cancelliere una lettera accorata in cui dichiarava di essere prostrato e di non capire l'atteggiamento del suo migliore e più intimo amico: «Il giorno dopo l'arrivo delle sue dimissioni, il Kaiser non sarebbe più in vita» scrisse. Lettera di fronte alla quale Bülow decise di rimanere.
Anche in Russia, tuttavia, si sollevarono problemi sul testo del trattato che non risultò compatibile con l'alleanza franco-russa. Il patto rimase, così, un accordo di massima fra due monarchi, praticamente privo di qualsiasi valore legale.
Due anni dopo, nel 1907, l'accordo anglo-russo sulla spartizione delle sfere d'influenza in Asia fra Londra e San Pietroburgo eliminava qualsiasi motivo di attrito fra le due potenze, e anche ogni speranza a Guglielmo II di chiudere un'intesa con la Russia.

#### Il CasoDaily Telegraph

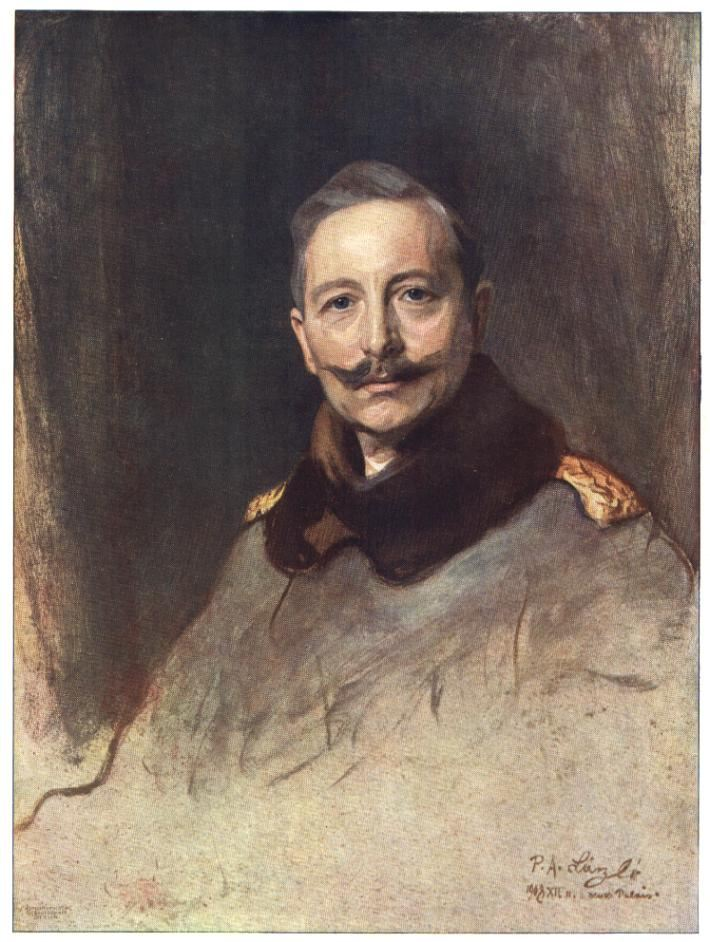
Guglielmo II nel 1908

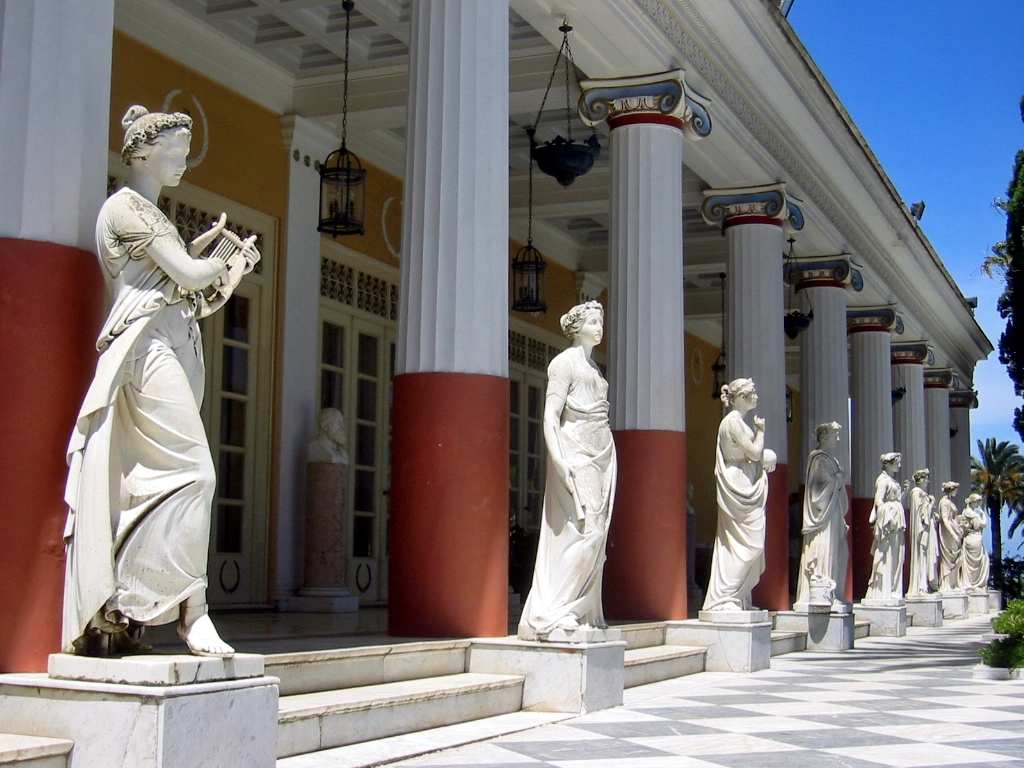
L'Achilleion, a Corfù, oggi, che fu di proprietà di Guglielmo II

Forse l'episodio più clamoroso sul tipo di politica estera che conduceva Guglielmo fu quello dell'intervista al giornale inglese Daily Telegraph pubblicata il 28 ottobre 1908.
Con l'intento di avvicinarsi al cuore degli inglesi Guglielmo II si definì ingenuamente uno dei pochi tedeschi amici dell'Inghilterra. Paventò il pericolo del Giappone e dichiarò di essere l'ideatore dei piani militari che avevano condotto l'esercito inglese alla vittoria sui Boeri. L'intervista provocò in Gran Bretagna ironia e ilarità, ma in Germania sollevò uno scandalo per l'eccessivo personalismo dell'Imperatore che portò a uno scontro istituzionale fra Guglielmo II da un lato e Bülow e il parlamento dall'altro.
Travolto dalle critiche, il Kaiser parlò di abdicare e convocò il principe ereditario Federico Guglielmo. L'avvilimento, tuttavia, durò poco e il documento impostogli da Bülow con il quale si impegnava per il futuro a rispettare le regole costituzionali, portò, in definitiva, a una rottura fra i due. L'anno dopo, infatti, il Cancelliere si dimise.

### Il cancellierato Bethmann (1909-1917)
Guglielmo II sostituì Bülow con Theobald von Bethmann-Hollweg, un amico di vecchia data e un amministratore più che un uomo d'azione. Una persona tranquilla che assecondasse l'Imperatore il quale, vista l'avversione generale alle sue idee, cominciava a disinteressarsi della politica.
Nel 1910 Guglielmo II promosse la scienza naturale moderna con garanzie finanziarie statali, mentre, sul piano culturale, si dedicò presso la sua villa a Corfù (l'Achilleion) agli scavi archeologici, che nella primavera del 1911 portarono al rinvenimento di una testa di Gorgone in marmo del VII secolo a.C.

#### La crisi di Agadir
Anche come conseguenza del graduale isolamento della Germania, nel maggio del 1911, la Francia occupò Fez, in Marocco che divenne di fatto protettorato francese. Guglielmo era riluttante ad aprire una nuova crisi internazionale ma il suo ministro degli Esteri, Alfred von Kiderlen-Waechter, lo convinse a opporsi all'azione di Parigi. Venne quindi inviata, come atto dimostrativo, una nave da guerra nel porto marocchino di Agadir. Si aprì così la cosiddetta crisi di Agadir durante la quale, a luglio, Kiderlen pretese dalla Francia in cambio del disinteressamento tedesco sul Marocco l'intero Congo francese.
Alla notizia, Guglielmo II che era in crociera in Norvegia, protestò con il suo governo per l'atteggiamento preso e decise di ritornare in patria per seguire più da vicino la crisi: una pericolosa congiuntura che trovò il suo apice nella discesa in campo della Gran Bretagna al fianco della Francia e nella mobilitazione della flotta. Kiderlen tornò allora sui suoi passi e la Germania si dovette accontentare di piccole rettifiche ai confini fra il Camerun tedesco e il Congo francese; consentendo alla Francia il completamento della colonizzazione del Marocco.

#### Tensione sulla flotta
A questo punto risultava determinante per Guglielmo che la Germania possedesse una flotta tale da avere più peso in situazioni come quella di Agadir e, quando la Gran Bretagna, nel 1912, decise di spostare delle navi dal Mediterraneo al Mare del Nord, il Kaiser appoggiò l'ammiraglio Tirpitz affinché nelle sedi opportune passasse il progetto della quarta legge navale. Bethmann, però, si oppose impuntandosi, considerando più utile negoziare con Londra. Si creò così una situazione di stallo, fin quando Bethmann, probabilmente grazie anche all'intervento della consorte di Guglielmo, dovette cedere; così che l'imperatore conservò la legge navale e il suo Cancelliere.

#### Verso la prima guerra mondiale

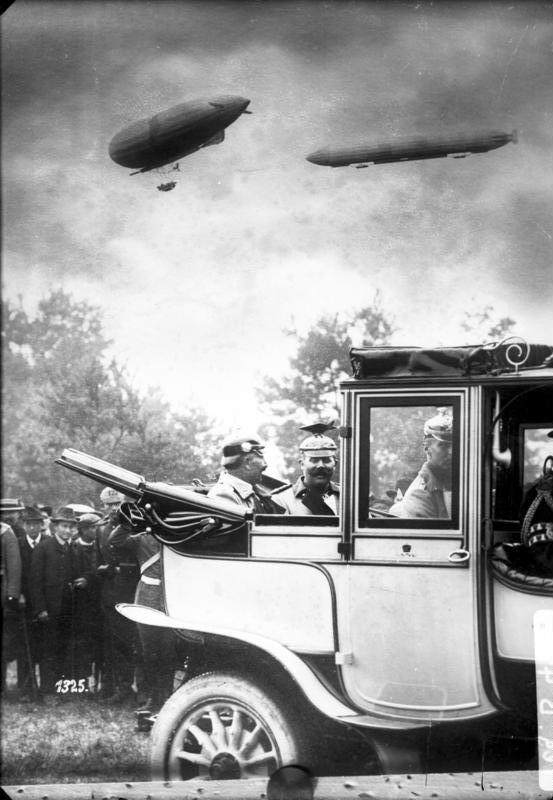
Guglielmo II (a sinistra) in auto con Francesco Ferdinando nel 1912

Verso l'inizio del 1913, l'anno del suo giubileo d'argento (a 25 anni dalla salita al trono), la sensazione che un conflitto europeo fosse ormai inevitabile cominciò ad assillare Guglielmo II. Tale convinzione fu probabilmente la ragione che lo indusse ad abbandonare i suoi propositi di trattenere l'Austria sulla questione dei Balcani. Al ministro degli Esteri di Vienna Leopold Berchtold disse: «Potete confidare che io starò dietro di voi, e che sono pronto a sfoderare la spada ogni volta che la via da voi intrapresa lo renderà necessario».
Quando domenica 28 giugno 1914 fu assassinato l'erede al trono d'Austria Francesco Ferdinando, Guglielmo era a Kiel per delle regate con il suo yacht Meteor; il capo di stato maggiore dell'esercito, Moltke, era alle terme a Karlsbad e il capo della Marina, Tirpitz, in vacanza in Engadina (Svizzera). Assenti le più alte cariche militari, in quei primi giorni di luglio, a Berlino e Potsdam il Kaiser sottovalutò la forza e la volontà bellica dei potenziali nemici. Disse che Nicola II difficilmente avrebbe protetto dei regicidi, che la Russia non era in grado di entrare in guerra e che la Francia era in piena crisi finanziaria e mancava di artiglieria pesante. Fatte queste osservazioni, partì per la consueta crociera estiva in Norvegia.
Il 19 luglio, tuttavia, Guglielmo II avvertì in via confidenziale le due grandi compagnie navali tedesche che gli avvenimenti sarebbero potuti precipitare dopo l'imminente ultimatum austriaco alla Serbia (che fu inviato il 23), e il giorno seguente dette disposizioni per il rientro della flotta a Kiel. Il 27 approvò l'azione di Bethmann che aveva respinto la proposta britannica di una conferenza e il mattino dopo prese visione della risposta serba all'ultimatum austriaco. In considerazione del fatto che il governo di Belgrado aveva accettato quasi tutte le richieste austriache, il Kaiser disse: «Un brillante risultato [...] Una grande vittoria morale per Vienna, che però elimina ogni ragione di guerra». Ciononostante consigliò all'Austria di occupare provvisoriamente la capitale serba (poco dopo il confine), così da poter lui stesso cominciare una mediazione.

#### Mobilitazione e guerra
La notizia del bombardamento austriaco di Belgrado determinò la decisione russa di mobilitare l'esercito ma, prima che fossero diramati gli ordini relativi, un messaggio dell'ignaro Guglielmo II indusse lo zar Nicola II a limitare la mobilitazione ai quattro distretti militari lungo la frontiera austriaca, escludendo i tre sul confine tedesco. La corrispondenza personale tra il kaiser e lo zar in quei giorni proseguì intensa, ma non riuscì a contenere la crisi.
Il mattino del 30 luglio 1914, Guglielmo ricevette la notizia della mobilitazione (seppure parziale) russa e scrisse a margine del messaggio: «Dunque, anch'io devo mobilitare». Alla richiesta della Germania alla Russia di revocare la mobilitazione, la Russia rispose che sarebbe stato impossibile.
A questo punto Guglielmo, nell'eccitazione del momento, diede sfogo ai suoi sentimenti nelle annotazioni scritte a margine della risposta russa:
(Appunti di Guglielmo II presumibilmente della notte fra il 30 e il 31 luglio 1914, da Balfour, pp. 454-455.)
I piani militari tedeschi, senza dubbio aggressivi, prevedevano che alla mobilitazione seguisse immediatamente lo sconfinamento verso i potenziali nemici e quindi lo stato di guerra. Di fronte al rifiuto della Russia di revocare la mobilitazione, Bethmann sottopose a Guglielmo II l'ordine per la mobilitazione generale; ordine che venne firmato dall'Imperatore alle 17 del 1º agosto 1914. Poco dopo, l'ambasciatore tedesco a San Pietroburgo consegnava la dichiarazione di guerra, facendo scattare, così facendo, l'alleanza franco-russa e la discesa in campo di Parigi.

#### Il conflitto

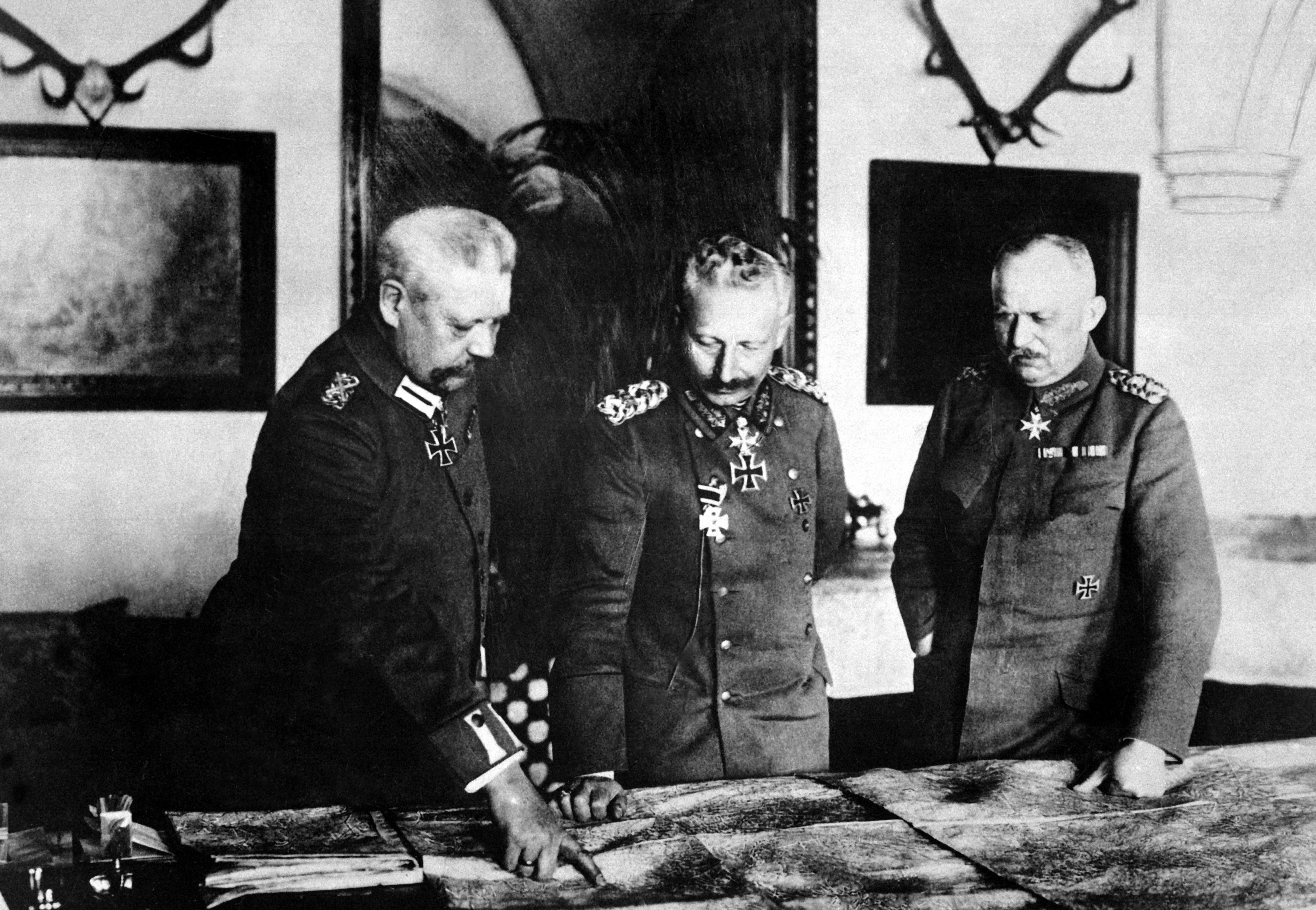
Guglielmo II (al centro) al tavolo delle operazioni con i generali Paul von Hindenburg (a sinistra) ed Erich Ludendorff

Per la maggior parte della durata della guerra le condizioni psicofisiche di Guglielmo II furono abbastanza precarie. Le opinioni espresse dall'Imperatore prima dello scoppio del conflitto dimostrano che non nutriva grande fiducia nella vittoria finale.
Dopo essersi opposto ai bombardamenti aerei su Londra, li consentì nella convinzione che venissero colpiti solo obiettivi militari ma, in riferimento al fronte, frasi come «Non fare prigionieri» erano spesso sulle sue labbra.
Il 14 settembre 1914, dopo la sconfitta della Marna, il Kaiser destituì di propria iniziativa il capo dell'esercito Moltke e nominò al suo posto Erich von Falkenhayn. Successivamente, all'inizio del 1915, Guglielmo II fu chiamato a decidere fra "orientalisti" e "occidentalisti". Fra i primi vi era il capo di stato maggiore austriaco Franz Conrad von Hötzendorf che aveva chiesto delle divisioni tedesche in previsione di un'offensiva contro i russi, fra i secondi vi era Falkenhayn che gliele rifiutò. Guglielmo II confermò la decisione del suo comandante, contribuendo con la sua risoluzione ad alcune importanti sconfitte dell'Austria.

#### La guerra sottomarina
Lo stesso anno, dopo l'affondamento del transatlantico inglese Lusitania che trasportava numerosi passeggeri americani, Guglielmo II, nel timore di un intervento degli Stati Uniti a fianco dell'Intesa, diede il consenso a Bethmann di ordinare ai sommergibili di non silurare i transatlantici. Inoltre, quando questa misura si dimostrò inefficace, ordinò di sospendere tutta l'offensiva sottomarina. Il Grande ammiraglio Tirpitz rassegnò le dimissioni ma il Kaiser non le accettò.
Verso la fine di dicembre del 1916, il capo di stato maggiore tedesco e il suo vice, i generali Paul von Hindenburg ed Erich Ludendorff, dichiararono di non poter più assumersi la responsabilità delle operazioni militari se, entro un mese, non fosse stata ripresa la guerra sottomarina indiscriminata.
Bethmann si oppose ma Guglielmo II, il 9 gennaio 1917, decise di riprendere le azioni dei sommergibili. La notizia fu accolta con entusiasmo in Germania e anche la Borsa inviò un telegramma di congratulazioni al Kaiser. La risposta degli Stati Uniti fu la rottura delle relazioni diplomatiche, il 3 febbraio, e la dichiarazione di guerra il 6 aprile 1917.
Compromessa ogni speranza di vittoria netta, il 12 luglio 1917 Bethmann, facendosi portavoce del Reichstag, ebbe un incontro con Guglielmo II per sottoporgli una risoluzione di pace che il Kaiser trovò ragionevole. Una comunicazione telefonica annunciò, invece, che tutto lo stato maggiore si trovava nell'impossibilità di continuare a collaborare con Bethmann. Guglielmo a difesa del suo cancelliere minacciò l'abdicazione e questi, per evitare uno scontro fra la corona e l'esercito, il giorno dopo si dimise.

### La sconfitta e l'esilio (1918-1941)

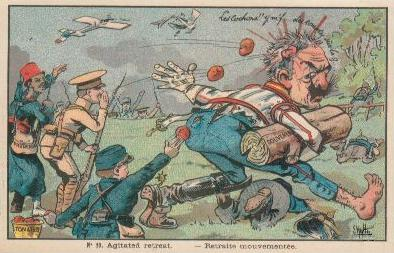
"La ritirata movimentata" del Kaiser secondo la propaganda umoristica francese della prima guerra mondiale

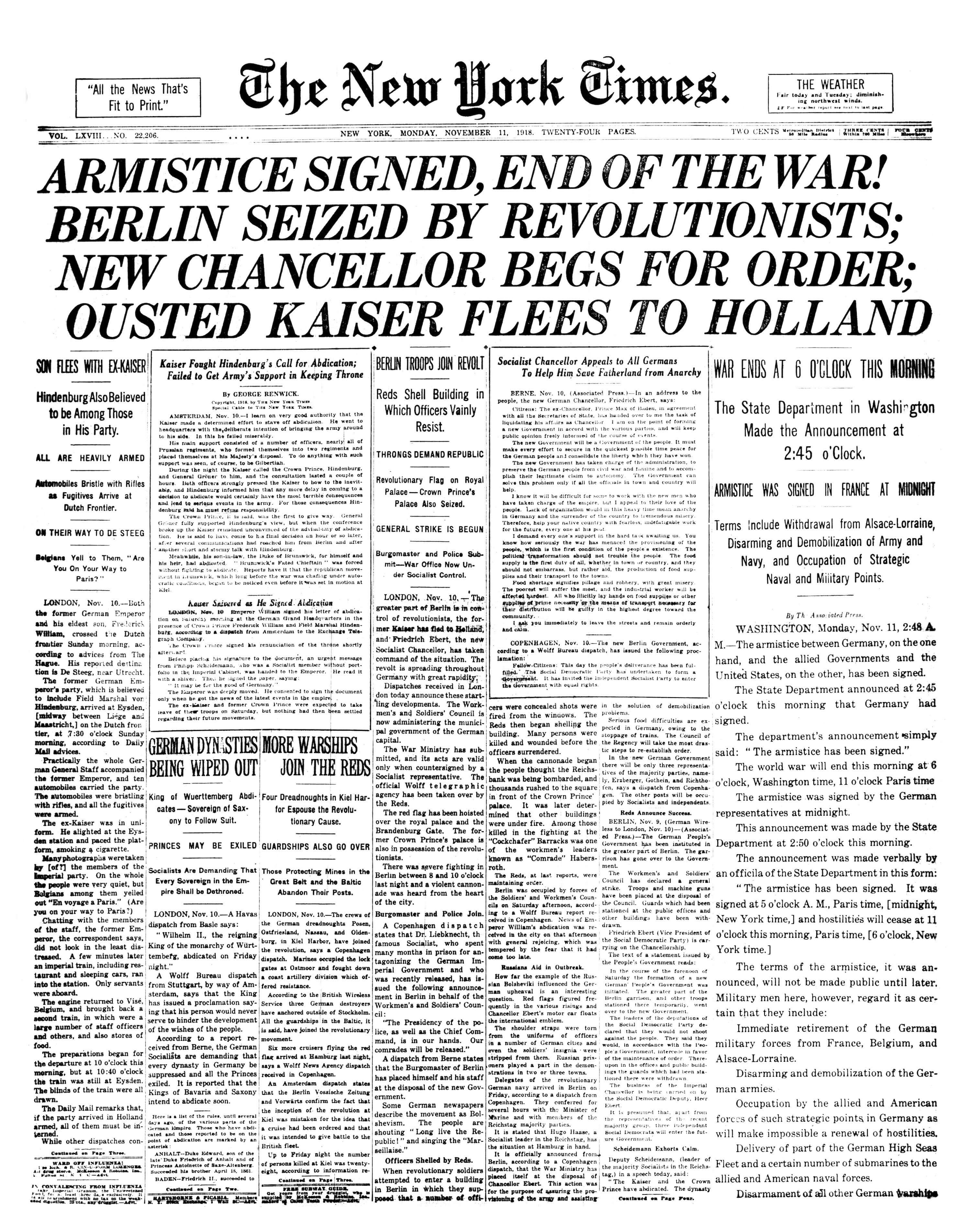
La prima pagina del New York Times dell'11 novembre 1918: «Armistizio firmato, fine della guerra! Berlino nelle mani dei rivoluzionari; il nuovo Cancelliere implora l'ordine; il Kaiser deposto fugge in Olanda»

Il sovrano lasciò così l'esercito nelle mani dei due principali comandanti, Hindenburg e Ludendorff, i quali verso la fine della guerra riuscirono a influenzare l'apparato politico creando le basi per un regime militare. La rivendicazione del potere da parte dell'esercito non danneggiò tanto il Reichstag, quanto piuttosto il Kaiser stesso. Questi diventava sempre più logorroico, andava a passeggio nei boschi, litigava con l'imperatrice e si lamentava della scarsa considerazione in cui veniva tenuto. Di conseguenza, agli occhi del popolo, il vero leader divenne Hindenburg. Il nuovo Cancelliere Georg Michaelis era infatti un'emanazione del potere militare.
Il 26 ottobre 1918, di fronte all'impossibilità di proseguire la guerra, Guglielmo II convocò i due comandanti e parlò a Ludendorff in modo tale da costringerlo a dimettersi. Le dimissioni presentate da Hindenburg furono, invece, respinte. Il giorno dopo, il nuovo imperatore austriaco, Carlo d'Asburgo, comunicò a Guglielmo II che aveva deciso di concludere la pace. La notizia indusse il governo tedesco, guidato ora da Massimiliano di Baden, a decidere se accettare le richieste di principio che avevano offerto gli Stati Uniti: il Kaiser decise di accoglierle.
A questo punto, sulla strada dell'armistizio, la sola speranza per il trono sembrava l'abdicazione, ma i socialisti erano per la repubblica. Risentito del fatto che il Cancelliere si era rifiutato di pubblicare una lettera e un proclama nei quali assicurava il suo appoggio al governo e alle modifiche istituzionali, nella notte del 29 ottobre, Guglielmo II lasciò Berlino per Spa, in Belgio, sede del quartier generale dell'esercito. Qui, fra i suoi generali, fu raggiunto il 1º novembre dal ministro dell'interno prussiano Bill Drews (1870-1938) che gli comunicò delle sempre più numerose richieste per la sua abdicazione. Guglielmo II rispose: «Come può lei, un funzionario prussiano, uno dei miei sudditi che mi ha giurato fedeltà, avere l'insolenza e la sfrontatezza di sottopormi una richiesta del genere?»

#### L'abdicazione

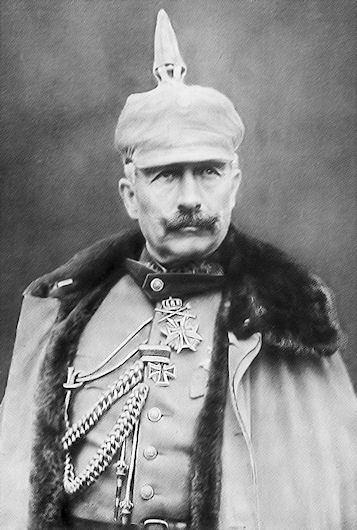
Guglielmo II durante la prima guerra mondiale

Il 4 novembre 1918, come risposta all'ordine di far salpare la flotta per una disperata e inutile battaglia sul mare, i marinai ammutinati occuparono la città di Kiel e nei giorni seguenti la rivolta si diffuse agli altri porti della Germania estendendosi all'interno del Paese. Era scoppiata la Rivoluzione di novembre. Il 7 i ministri socialisti reclamarono ancora l'abdicazione dell'Imperatore che rifiutò ordinando che venisse preparato un piano per marciare in Germania alla testa dell'esercito e restaurare l'ordine.
A Berlino la maggioranza socialista al Reichstag chiese l'abdicazione del Kaiser. Quando questi rifiutò, i deputati si dimisero in blocco dal Parlamento e indissero uno sciopero generale. A Colonia i marinai rivoluzionari presero la città, come già era accaduto a Kiel. Guglielmo II si trovò allora di fronte al collasso del Paese e quando il principe Massimiliano di Baden lo pregò per telefono di abdicare, gli urlò il suo "no" al ricevitore. La sera dell'8 novembre l'ammiraglio Paul von Hintze raggiunse a Spa Guglielmo e gli comunicò che la Marina era ormai fuori controllo.
Il giorno dopo, il 9, scoppiò la rivoluzione a Berlino e Guglielmo fu ancora sollecitato ad abbandonare il trono: a Spa, il Kaiser, che nutriva speranze di potersi mettere a capo dell'esercito assieme a Hindenburg e sedare le rivolte, chiese al generale Groener cosa ne pensasse. Questi rispose che non c'era operazione militare che potesse avere successo. I rivoluzionari avevano in mano i principali nodi ferroviari e molti soldati avevano abbracciato la causa della rivoluzione. Alle 11 di mattina arrivò un telegramma che annunciava la ribellione dei soldati della piazza di Berlino. A quel punto Guglielmo parve cedere e decise di abdicare, ma solo come imperatore: egli avrebbe comunque conservato il titolo di re di Prussia e sarebbe rimasto con il suo esercito.
Quando per telefono furono trasmesse le sue decisioni a Berlino, Baden per guadagnare tempo aveva già proclamato l'abdicazione del Kaiser e del principe ereditario. Dopo di che il Cancelliere passò il potere al socialista Friedrich Ebert.
Guglielmo s'infuriò per come erano andate le cose, ma, ormai, tutto era perduto. La strada per la Germania era chiusa dalla rivoluzione e poiché i fermenti minacciavano di estendersi anche tra i soldati stanziati a Spa, il 10 novembre 1918 l'ex imperatore varcò il confine con i Paesi Bassi. Il giorno dopo la Germania firmava l'armistizio.
Il 28 novembre la consorte di Guglielmo II raggiunse il marito nei Paesi Bassi, al castello di Amerongen (presso Utrecht). Lo stesso giorno Guglielmo regolarizzò la propria posizione firmando un formale atto di abdicazione che liberava tutti i suoi funzionari dal giuramento di obbedienza. Il principe ereditario rinunciò analogamente ai suoi diritti.

#### Nei Paesi Bassi

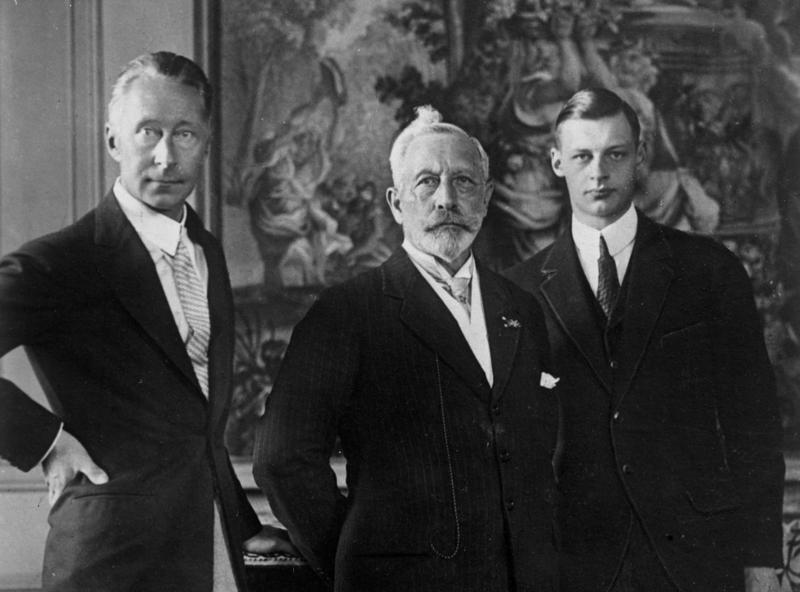
Guglielmo II in esilio (al centro) con il primogenito Federico Guglielmo (a sinistra) e il figlio di quest'ultimo Guglielmo, nei Paesi Bassi nel 1927

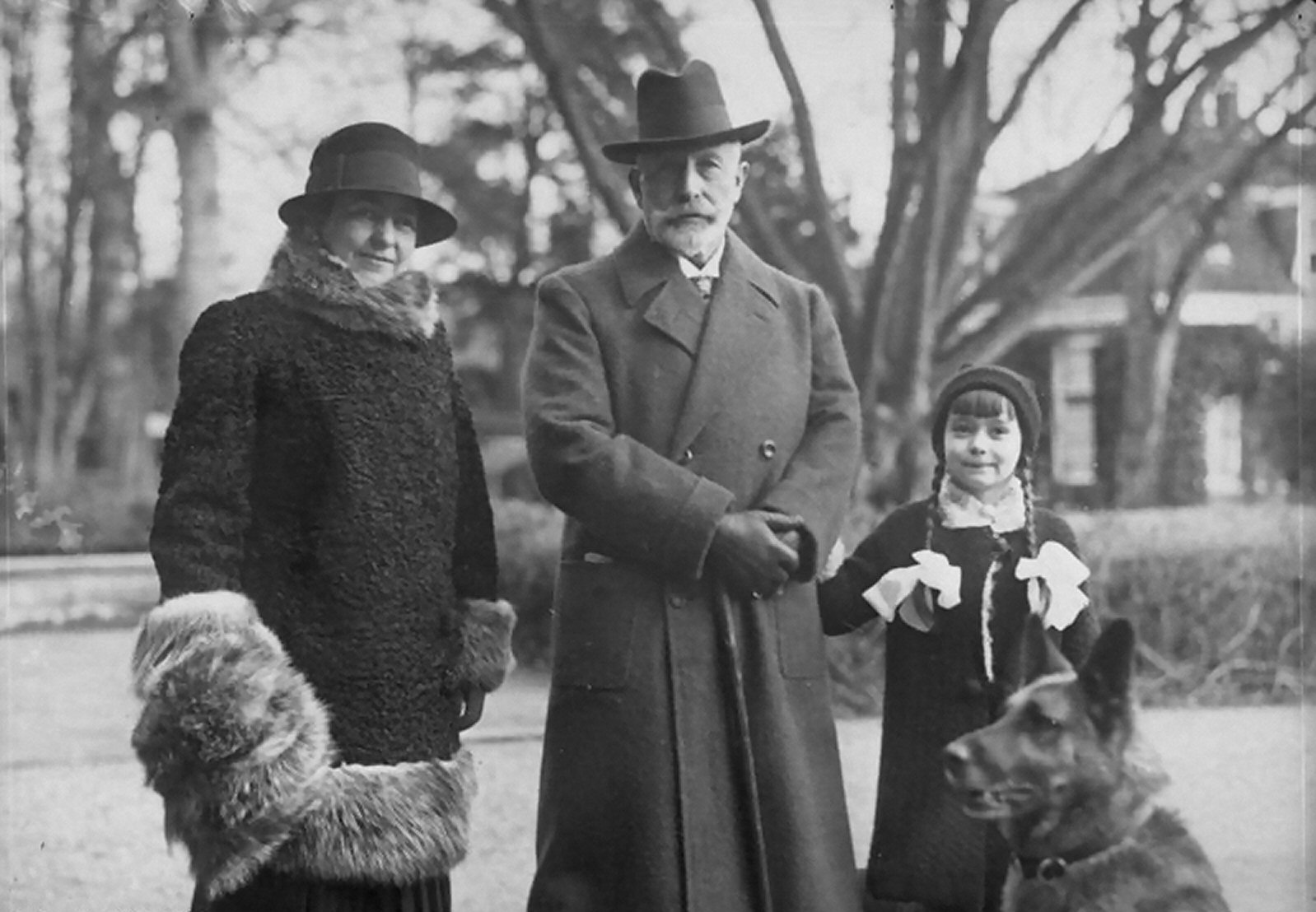
Guglielmo II con la seconda moglie Erminia e la figlia di lei Henriette nel parco di Doorn nel marzo 1931

Con l'articolo 227 del Trattato di Versailles Guglielmo fu accusato di «suprema offesa alle convenzioni internazionali e alla santità dei trattati». Il 4 giugno 1919, a Parigi, il Consiglio supremo decretava che doveva essere processato. Nel gennaio dell'anno successivo fu chiesta l'estradizione al governo dei Paesi Bassi, che però si rifiutò ripetutamente di concederla, limitandosi a farsi dare dall'ex imperatore la promessa, poi mantenuta, di astenersi da qualsiasi attività politica.
Nella primavera del 1920 Guglielmo acquistò il palazzo di Doorn dove si stabilì facendosi spedire dalla Germania mobili, libri e ritratti dei suoi antenati, e qui trascorse i restanti ventuno anni della sua vita come un nobile di campagna a riposo.

#### I rapporti con il nazismo
Nel 1931, prima dell'ascesa del nazismo, Guglielmo si confidò con il nipote Luigi Ferdinando affermando che Adolf Hitler era il capo di un forte movimento che rappresentava tutta l'energia della nazione tedesca.
Due anni dopo, al momento della presa del potere nazista, venne firmato un accordo con Hermann Göring con il quale veniva concesso a Guglielmo e ai suoi figli un appannaggio a condizione che si astenessero dal criticare il Terzo Reich. Tuttavia, di fronte alle persecuzioni agli ebrei del 1938, Guglielmo affermò: «Per la prima volta mi vergogno di essere tedesco». Ciononostante, nel 1940, inviò le congratulazioni a Hitler per la sua vittoria nella Campagna di Francia.

#### La fine e i funerali
Ormai anziano, l'anno dopo, il 4 giugno 1941, Guglielmo II morì per complicazioni polmonari. Hitler offrì la traslazione della salma in Germania con l'intento di tenere grandi funerali di Stato poiché l'ex Kaiser rimaneva il simbolo della Germania e dei tedeschi durante la precedente guerra mondiale. Ciò nonostante, come da disposizioni e volontà di Guglielmo II di non tornare mai in Germania fino a quando non fosse stata restaurata la monarchia, la salma rimase nei Paesi Bassi e le autorità di occupazione nazista si organizzarono per un funerale militare in forma ristretta, con alcune centinaia di persone presenti. Tra le persone a lutto c'erano il feldmaresciallo August von Mackensen, che decise di indossare la sua vecchia uniforme imperiale degli Ussari, l'ammiraglio Wilhelm Canaris e il Reichskommissar per i Paesi Bassi Arthur Seyss-Inquart, insieme ad alcuni altri consiglieri militari. Tuttavia, la richiesta del decaduto Kaiser di non mostrare la svastica e le altre insegne naziste al suo funerale venne ignorata, come attestato dalle fotografie dell'evento scattate da un fotografo olandese.
Guglielmo II fu quindi sepolto nel mausoleo di Doorn, che da allora è diventato un luogo di pellegrinaggio per i monarchici tedeschi; piccoli ma entusiasti e fedeli gruppi di loro si riuniscono ogni anno in occasione dell'anniversario della sua morte per rendere omaggio all'ultimo imperatore tedesco.

### Matrimoni ed eredi

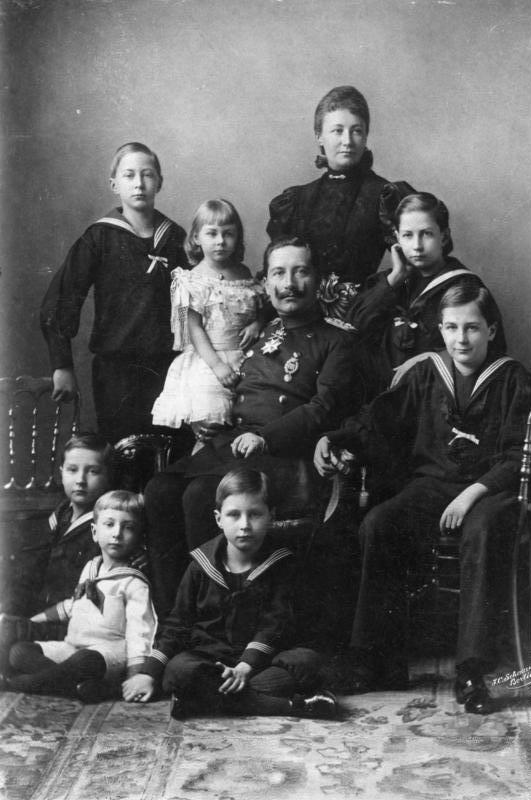
Guglielmo II e la sua famiglia nel 1896

Guglielmo sposò Augusta Vittoria di Schleswig-Holstein-Sonderburg-Augustenburg nel 1881. Ebbero sette figli:
- Federico Guglielmo Vittorio Augusto Ernesto (1882-1951), principe ereditario, sposò Cecilia di Meclemburgo-Schwerin;
- Guglielmo Eitel Federico Cristiano Carlo (1883-1942), sposò Sofia Carlotta di Oldenburg;
- Adalberto Ferdinando Berengario Vittorio (1884-1948), sposò Adelaide di Sassonia-Meiningen;
- Augusto Guglielmo Enrico Gunther Vittorio (1887-1949), sposò Alessandra Vittoria di Schleswig-Holstein-Sonderburg-Glücksburg;
- Oscar Carlo Gustavo Adolfo (1888-1958), sposò Ina Maria di Bassewitz-Levetzow;
- Gioacchino Francesco Umberto (1890-1920), sposò Maria Augusta di Anhalt;
- Vittoria Luisa Adelaide Matilde Carlotta (1892-1980), sposò Ernesto Augusto di Brunswick-Lüneburg.

A seguito della morte della prima moglie, l'11 aprile 1921, Guglielmo sposò in seconde nozze la principessa Erminia di Schönaich-Carolath, vedova, nata principessa Reuss di Greiz.

### Promotore delle arti e delle scienze
Guglielmo fu un entusiasta promotore delle arti e delle scienze, come del resto dell'educazione pubblica e del welfare sociale. Egli in persona sponsorizzò la Società Kaiser Wilhelm per la promozione della ricerca scientifica; essa era finanziata con contributi di privati e dallo Stato e comprendeva un gran numero di istituti di ricerca di scienza pura e applicata. L'Accademia Prussiana delle Scienze, invece, non poté evitare le pressioni del Kaiser e perdette sotto il regno di Guglielmo II parte della propria autonomia quando venne costretta a incorporare programmi di ingegneria.
Guglielmo supportò i modernizzatori quando tentarono di riformare il sistema di educazione secondaria prussiana, che era ancora tradizionalmente rigida, elitaria, politicamente autoritaria e immutata nel progresso delle scienze naturali. Come protettore ereditario dell'Ordine di San Giovanni del Baliaggio di Brandeburgo, incoraggiò i tentativi dell'Ordine di portare la Germania all'avanguardia delle pratiche medicinali moderne, attraverso gli ospedali e le scuole di medicina dell'Ordine in Germania. Guglielmo mantenne quest'ultima posizione anche dopo il 1918 in quanto essa era collegata al capo di casa Hohenzollern e non alla carica di imperatore tedesco.

## Ascendenza
|                                     |                                     |                                                 | Genitori                                        |  |  | Nonni |  |  | Bisnonni                          |  |  | Trisnonni                        |  |
|                                     |                                     |                                                 |                                                 |  |  |       |  |  | Federico Guglielmo III di Prussia |  |  | Federico Guglielmo II di Prussia |  |
|                                     |                                     |                                                 |                                                 |  |  |       |  |  | Federico Guglielmo III di Prussia |  |  | Federico Guglielmo II di Prussia |  |
|                                     |                                     | Federica Luisa d'Assia-Darmstadt                |                                                 |  |  |       |  |  | Federico Guglielmo III di Prussia |  |  |                                  |  |
| Guglielmo I di Germania             |                                     |                                                 |                                                 |  |  |       |  |  | Federico Guglielmo III di Prussia |  |  |                                  |  |
|                                     |                                     | Luisa di Meclemburgo-Strelitz                   | Carlo II di Meclemburgo-Strelitz                |  |  |       |  |  |                                   |  |  |                                  |  |
|                                     |                                     | Luisa di Meclemburgo-Strelitz                   | Carlo II di Meclemburgo-Strelitz                |  |  |       |  |  |                                   |  |  |                                  |  |
|                                     |                                     | Luisa di Meclemburgo-Strelitz                   | Federica Carolina Luisa d'Assia-Darmstadt       |  |  |       |  |  |                                   |  |  |                                  |  |
| Federico III di Germania            |                                     | Luisa di Meclemburgo-Strelitz                   |                                                 |  |  |       |  |  |                                   |  |  |                                  |  |
|                                     |                                     | Carlo Federico di Sassonia-Weimar-Eisenach      | Carlo Augusto di Sassonia-Weimar-Eisenach       |  |  |       |  |  |                                   |  |  |                                  |  |
|                                     |                                     | Carlo Federico di Sassonia-Weimar-Eisenach      | Carlo Augusto di Sassonia-Weimar-Eisenach       |  |  |       |  |  |                                   |  |  |                                  |  |
|                                     |                                     | Carlo Federico di Sassonia-Weimar-Eisenach      | Luisa Augusta d'Assia-Darmstadt                 |  |  |       |  |  |                                   |  |  |                                  |  |
| Augusta di Sassonia-Weimar-Eisenach |                                     | Carlo Federico di Sassonia-Weimar-Eisenach      |                                                 |  |  |       |  |  |                                   |  |  |                                  |  |
|                                     |                                     | Maria Pavlovna di Russia                        | Paolo I di Russia                               |  |  |       |  |  |                                   |  |  |                                  |  |
|                                     |                                     | Maria Pavlovna di Russia                        | Paolo I di Russia                               |  |  |       |  |  |                                   |  |  |                                  |  |
|                                     |                                     | Maria Pavlovna di Russia                        | Sofia Dorotea di Württemberg                    |  |  |       |  |  |                                   |  |  |                                  |  |
| Guglielmo II di Germania            |                                     | Maria Pavlovna di Russia                        |                                                 |  |  |       |  |  |                                   |  |  |                                  |  |
|                                     | Ernesto I di Sassonia-Coburgo-Gotha | Francesco Federico di Sassonia-Coburgo-Saalfeld |                                                 |  |  |       |  |  |                                   |  |  |                                  |  |
|                                     | Ernesto I di Sassonia-Coburgo-Gotha | Francesco Federico di Sassonia-Coburgo-Saalfeld |                                                 |  |  |       |  |  |                                   |  |  |                                  |  |
|                                     | Ernesto I di Sassonia-Coburgo-Gotha | Augusta di Reuss-Ebersdorf                      |                                                 |  |  |       |  |  |                                   |  |  |                                  |  |
| Alberto di Sassonia-Coburgo-Gotha   | Ernesto I di Sassonia-Coburgo-Gotha |                                                 |                                                 |  |  |       |  |  |                                   |  |  |                                  |  |
|                                     |                                     | Luisa di Sassonia-Gotha-Altenburg               | Augusto di Sassonia-Gotha-Altenburg             |  |  |       |  |  |                                   |  |  |                                  |  |
|                                     |                                     | Luisa di Sassonia-Gotha-Altenburg               | Augusto di Sassonia-Gotha-Altenburg             |  |  |       |  |  |                                   |  |  |                                  |  |
|                                     |                                     | Luisa di Sassonia-Gotha-Altenburg               | Luisa Carlotta di Meclemburgo-Schwerin          |  |  |       |  |  |                                   |  |  |                                  |  |
| Vittoria di Sassonia-Coburgo-Gotha  |                                     | Luisa di Sassonia-Gotha-Altenburg               |                                                 |  |  |       |  |  |                                   |  |  |                                  |  |
|                                     |                                     | Edoardo Augusto di Hannover                     | Giorgio III del Regno Unito                     |  |  |       |  |  |                                   |  |  |                                  |  |
|                                     |                                     | Edoardo Augusto di Hannover                     | Giorgio III del Regno Unito                     |  |  |       |  |  |                                   |  |  |                                  |  |
|                                     |                                     | Edoardo Augusto di Hannover                     | Carlotta di Meclemburgo-Strelitz                |  |  |       |  |  |                                   |  |  |                                  |  |
| Vittoria del Regno Unito            |                                     | Edoardo Augusto di Hannover                     |                                                 |  |  |       |  |  |                                   |  |  |                                  |  |
|                                     |                                     | Vittoria di Sassonia-Coburgo-Saalfeld           | Francesco Federico di Sassonia-Coburgo-Saalfeld |  |  |       |  |  |                                   |  |  |                                  |  |
|                                     |                                     | Vittoria di Sassonia-Coburgo-Saalfeld           | Francesco Federico di Sassonia-Coburgo-Saalfeld |  |  |       |  |  |                                   |  |  |                                  |  |
|                                     |                                     | Vittoria di Sassonia-Coburgo-Saalfeld           | Augusta di Reuss-Ebersdorf                      |  |  |       |  |  |                                   |  |  |                                  |  |
|                                     |                                     | Vittoria di Sassonia-Coburgo-Saalfeld           |                                                 |  |  |       |  |  |                                   |  |  |                                  |  |

## Onorificenze

### Titoli e gradi militari stranieri
Guglielmo II ricevette alcune posizioni militari nelle forze armate estere, Bulgaria, Regno Unito, Spagna, Russia, Danimarca, Turchia e Austria-Ungheria; i gradi di Maresciallo di campo, Ammiraglio onorario della flotta e Colonnello in capo dei Dragoni reali, furono revocati dal Regno Unito con lo scoppio della Grande guerra, stessa cosa venne fatta per quanto riguarda le onorificenze e gli ordini cavallereschi britannici di cui il Kaiser era stato insignito.
- Feldmaresciallo dell'Esercito imperiale russo, 1888 [101]
- Feldmaresciallo dell'Esercito Imperiale austro-ungarico, 4 maggio 1900
- Maresciallo di Campo dell'Esercito britannico, 27 gennaio 1901
- Colonnello in capo del 1º Reggimento dei Dragoni reali, 1894 [102]
- Ammiraglio onorario della flotta della Royal Navy, 2 agosto 1889 [103]
- Feldmaresciallo dell'Esercito ottomano
- Ammiraglio onorario della Marina reale danese, 2 aprile 1903 [104]
- Feldmaresciallo dell'Esercito bulgaro
- Colonnello onorario del Reggimento reale "Numancìa"

### Esplicative
1. ↑  Come nipote della regina Vittoria, Guglielmo era primo cugino dell'imperatore dell'impero britannico, re Giorgio V, come pure delle regine Maria di Romania, Maud del Galles, Vittoria Eugenia di Spagna e Alessandra di Russia. Nel 1889, la sorella minore di Guglielmo, Sofia, sposò il futuro Costantino I di Grecia. Guglielmo, infuriato per la conversione della sorella alla religione greca ortodossa tentò di bandirla dall'impero tedesco. Le relazioni più difficili per Guglielmo ad ogni modo furono quelle con gli inglesi, pur venerando sua nonna, la regina Vittoria e il resto della sua famiglia. La regina Vittoria lo trattava con cortesia e tatto, ma gli altri membri della famiglia reale inglese lo ritenevano generalmente un arrogante e perlopiù tendevano ad evitarlo. Ebbe relazioni particolarmente pessime con suo zio, il futuro re Edoardo VII. Tra il 1888 e il 1901 Guglielmo ebbe più volte modo di risentirsi con suo zio che, pur essendo solamente l'erede al trono inglese, tendeva a non considerarlo come imperatore di Germania, ma solamente come un altro dei suoi nipoti. Per suo conto, Guglielmo spesso snobbava suo zio, riferendosi a lui con espressioni come "il vecchio pavone", facendogli pesare la sua condizione di sovrano al trono. All'inizio degli anni '90 dell'Ottocento, Guglielmo si recò in visita in Inghilterra a Cowes Week, sull'Isola di Wight, competendo con suo zio ad una gara di yacht. La moglie di Edoardo, la danese Alessandra di Danimarca, dapprima come principessa di Galles e poi come regina, ebbe anch'ella rapporti pessimi con Guglielmo, in particolare dopo che i prussiani aveva privato la Danimarca dello Schleswig-Holstein negli anni '60 dell'Ottocento, come pure per l'irriconoscenza che Guglielmo mostrava nei confronti di sua madre. Malgrado le sue relazioni con i parenti inglesi, quando seppe che la regina Vittoria stava morendo a Osborne House nel gennaio del 1901, Guglielmo si portò subito in Inghilterra per presenziare al suo letto di morte e ivi rimase per il successivo funerale. Presenziò anche al funerale di Edoardo VII nel 1910. Nel 1913, quando Guglielmo tenne il ricevimento per il matrimonio di sua figlia Vittoria Luisa, tra gli invitati figurava anche lo zar Nicola II di Russia, re Giorgio V del Regno Unito e sua moglie Maria di Teck, i quali erano notoriamente invisi al kaiser. Vedi King, Greg, Twilight of Splendor: The Court of Queen Victoria During Her Diamond Jubilee Year (Wiley & Sons, 2007), p. 52; Magnus, Philip, King Edward the Seventh (E. P. Dutton & Co, Inc., 1964), p. 204; Battiscombe, Georgiana, Queen Alexandra (Constable, 1960), p. 174
2. ↑  Molte fotografie e ritratti lo mostrano spesso nella postura di celare la differente lunghezza tra le due braccia. In realtà il suo braccio sinistro era lungo 15 centimetri in meno di quello destro. Alcuni storici hanno suggerito che questa disabilità abbia potuto intaccare lo sviluppo del suo carattere e della sua personalità. Vedi William L. Putnam, -The Kaiser's merchant ships in World War I (2001) p. 33

### Bibliografiche
1. 1 2  Atlanti del Sapere, La Prima guerra mondiale, Giunti, p. 17.
2. ↑  Annika Mombauer, Wilhelm Deist, The Kaiser: New Research on Wilhelm II's Role in Imperial Germany, p. 208.
3. ↑  Keith Robbins, Political and Legal Perspectives, p. 197.
4. ↑   The Kaiser and His Court: Wilhelm II and the Government of Germany, su reviews.history.ac.uk. URL consultato il 24 novembre 2019.
5. ↑  Fotografia del 1862.
6. ↑   Guglielmo II in Enciclopedia Italiana, su treccani.it.
7. ↑  Balfour, p. 108.
8. ↑  Balfour, p. 111.
9. ↑  Calendario reale per l'anno 1910, Unione Cooperativa, Roma, 1910, p. 181.
10. ↑  Balfour, pp. 108-109, 111-112.
11. ↑  Balfour, pp. 113, 115.
12. ↑  Balfour, pp. 132-133.
13. ↑  Dipinto di Anton von Werner: particolare.
14. ↑  Balfour, pp. 163, 167.
15. ↑  Stürmer, L'Impero inquieto, Bologna, 1993, pp. 185, 327.
16. ↑  Balfour, pp. 173-174.
17. ↑  Balfour, pp. 179, 181.
18. ↑  Balfour, p. 245.
19. ↑  Balfour, p. 248.
20. ↑  Balfour, p. 260.
21. ↑  Balfour, p. 261.
22. ↑  Guglielmo II, Memorie, Milano 1930, p. 73.
23. 1 2  Balfour, p. 278.
24. ↑  Balfour, p. 286.
25. ↑  Dipinto di William Friedrich Georg Pape (1859-1921).
26. ↑  Bülow, Memorie, Milano 1931, Vol II, pp. 209-210.
27. ↑  Bülow, Memorie, Milano 1931, Vol II, pp. 141-142.
28. ↑  Balfour, pp. 339-342.
29. ↑  Balfour, p. 342.
30. ↑  Dipinto di Philip Alexius de László.
31. ↑  Stürmer, L'Impero inquieto, Bologna, 1993, pp. 180, 181.
32. ↑  Balfour, pp. 406-407.
33. ↑  Balfour, pp. 424-425.
34. ↑  Balfour, pp. 441-442.
35. ↑  Balfour, pp. 445, 448-449.
36. ↑  Balfour, pp. 451-452.
37. ↑  Balfour, p. 452.
38. ↑  Balfour, pp. 453-454.
39. ↑  Balfour, p. 456.
40. ↑  Balfour, Guglielmo II e i suoi tempi, Milano, 1968, p. 470.
41. ↑  Balfour, p. 472.
42. ↑  Balfour, p. 474.
43. ↑  Balfour, pp. 478-479.
44. ↑  Balfour, pp. 480-481.
45. ↑  Balfour, p. 486.
46. ↑  Balfour, pp. 486-487.
47. ↑  Balfour, pp. 494-495.
48. ↑  Hew Strachan, La prima guerra mondiale, Milano, 2012, pp. 257-258.
49. ↑  Balfour, pp. 518-519.
50. ↑  Balfour, pp. 520-521.
51. ↑  Balfour, pp. 522-523.
52. ↑  Martin Gilbert, La grande storia della prima guerra mondiale, Milano, 2010, p. 599.
53. ↑  Martin Gilbert, La grande storia della prima guerra mondiale, Milano, 2010, pp. 600-601.
54. ↑  Balfour, pp. 527-528.
55. ↑  Balfour, p. 529.
56. ↑  Martin Gilbert, La grande storia della prima guerra mondiale, pp. 600-601.
57. ↑  Balfour, pp. 529, 531.
58. ↑  Balfour, p. 540.
59. ↑  Balfour, p. 541.
60. ↑  Balfour, p. 545.
61. ↑  Balfour, pp. 546-547.
62. ↑  Balfour, p. 547.
63. ↑   Giles Macdonogh, The Last Kaiser: William the Impetuous, Londra, Weidenfeld & Nicolson, 2001,  p. 459, ISBN 978-1-84212-478-9.
64. ↑   How A German Soldier Still Loves His Dead Kaiser, su greatwar.nl. URL consultato il 15 gennaio 2018 (archiviato dall'url originale il 3 novembre 2013).
65. ↑  König, pp. 359-377.
66. ↑  Clark, pp. 38–40, 44.
67. ↑  Sainty, p. 91.
68. 1 2 3   Kaiser Wilhelm II's honours, su archive.org.
69. 1 2 3   Kaiser Wilhelm II's honours (2), su regiments.org (archiviato dall'url originale il 15 ottobre 2007).
70. 1 2 3   Kaiser Wilhelm II's honours (3), su archive.org.
71. 1 2 3  Almanach de Gotha 1913, Justus Perthes, Gotha, 1912, p. 69.
72. 1 2  Handbuch über den Königlich preussischen Hof und Staat : Free Download, Borrow, and Streaming : Internet Archive
73. ↑  Jerusalem-Erinnerungskreuz 1898
74. ↑  Goldenes Frauen-Verdienstkreuz 1. Form
75. 1 2 3 4  Kaiser Wilhelm II
76. ↑  Durante il suo regno i Gran maestri dell'ordine furono Alberto di Prussia e Eitel Federico di Prussia
77. ↑  (DE) Karl Trenkel, Hof- und Staats-Handbuch für das Herzogthum Anhalt, su archive.org, 1894. URL consultato il 1º febbraio 2025.
78. ↑  (DE) Hausorden der Treue, su digital.blb-karlsruhe.de. URL consultato il 1º febbraio 2025.
79. ↑  Hof- und Staats-Handbuch des Königreichs Bayern : Bayerisches Statistisches Landesamt
80. ↑  (DE) Hof- und Staatshandbuch des Großherzogtums Oldenburg: für 1879, su books.google.it. URL consultato il 1º febbraio 2025.
81. 1 2  Wilhelm II, Emperor of Germany (1859-1941)
82. ↑  Staatshandbuch für Württemberg : Württemberg (German). Statistisches Landesamt
83. 1 2 3 4  A causa delle ostilità tra Gran Bretagna e Germania nella prima guerra mondiale
84. 1 2 3
85. 1 2 3
86. ↑  Ordinul Carol I
87. ↑  Полное собрание законов Российской Империи. Собрание третье. Том VIII: 1888 год (Приказы № 4933–5685). Приказ №5356 от 14 июня 1888 года.
88. ↑   T.F. Mills, The Royal Dragoons (1st Dragoons), in regiments.org, 2007. URL consultato il 5 aprile 2007 (archiviato dall'url originale il 3 marzo 2007).
89. ↑  Heathcote, p. 261
90. ↑   Kaiser admiral of danish navy, su gettyimages.it.